# 1985 à Terre-Neuve-et-Labrador
Chronologie de Terre-Neuve-et-Labrador
- 1981
- 1982
- 1983
- 1984
- 1985
- 1986
- 1987
- 1988
- 1989

Cette page concerne des événements d'actualité qui se sont produits durant l'année 1985 dans la province canadienne de Terre-Neuve-et-Labrador.

## Politique
- Premier ministre : Brian Peckford
- Chef de l'Opposition :
- Lieutenant-gouverneur :
- Législature :

## Événements
- 11 février : Le gouvernement fédéral et le gouvernement de Terre-Neuve signe l'Accord Atlantique sur l'exploitation et le développement des réserves d'hydrocarbures et de gaz extracôtiers.

## Naissances
- 26 novembre : Mark Tobin (né à Saint-Jean de Terre-Neuve) est un joueur professionnel de hockey sur glace canadien.